# Castell de Xiquena
El castell de Xiquena és una fortalesa d'origen islàmic situada a Fontanars, pedania del municipi de Llorca (Múrcia). És dels castells del municipi de Llorca amb més restes conservades. Molts autors argumenten que el nom de Xiquena prové de l'àrab Gikena o Gehenna i que significa «infern». En canvi, uns altres li atribueixen un origen romà a causa d'una finca propera. Està catalogat com a Bé d'interès cultural.
El castell, erigit sobre un petit turó proper al riu Corneros, té planta irregular i des d'ell es poden albirar els castells de Tirieza, Puentes, Vélez Rubio i Vélez Blanco.
Pel seu progressiu deteriorament es troba dins de la llista vermella del patrimoni en perill a Espanya publicada per Hispania Nostra.